# Довспрунк (мифологический князь литовский)
Довспрунк, также Дарспрунг, Доспрунгус — персонаж легендарного сказания о Палемоновичах, включённого в белорусско-литовские летописи.

## Краткие сведения
Информация о Довспрунке находится в легендарной части белорусско-литовских летописей, которые являются различными списками и компиляциями Хроники Великого княжества Литовского и Жомойтского. Эта часть летописи представляет собой генеалогическую легенду (легенда о Палемоновичах), созданную в 20-х годах XVI века. Легенда начинается с сообщения как 500 семей римской «шляхты» времён императора Нерона прибыли в Литву морем. Легенда призвана показать древность и знатность четырех родов, игравших значительную роль в ВКЛ начала XVI века. По мнению Улащика инициаторами ее создания были Гаштольды. Легенда персонально называются только четырех из прибывших, указывая к какому гербу они принадлежали. Это Довспрунк герба Китоврас, Прешпор герба Колюмны, Ульянус герба Урсеин, и Гектор герба Рожи.  
В работах польского хрониста XVI века Матея Стрыйковского «О началах, истоках, достоинствах, делах рыцарских и внутренних славного народа литовского, жмудского и русского, доселе никогда никем не исследованная и не описанная, по вдохновению божьему и опыту собственному» и «Хронике польской, литовской, жмудской и всей Руси» также содержится основанная на летописях легенда о Палемоновичах. Однако местами есть разница: более у «Начал» и менее у «Хроники». По мнению Улащика, в «Началах» Стрыйковский больше фантазировал, а в «Хронике» более следовал летописям, которые тоже были достаточно фантастическими.
Непосредственно в летописях есть только упоминание, что Довспрунк и его сын Гирус были в числе бежавших из Рима. По мнению Улащика этого показалось Стрыйковскому недостаточно и уже в своих «Началах» он называет Довспрунка потомком Палемона, и хотя не утверждает прямо, но создает впечатление, что Довспрунк является сыном Палемона. В Хронике Быховца сообщается, что Довспрунк основал город Вилькомир и назвался князем девялтовским.

## Комментарии
1. ↑  Известны шесть летописей, содержащих легенду — Археологического общества, Красинского, Рачинского, Ольшевская, Румянцевская, Евреиновская, все являющиеся различными редакциями и списками Хроники Великого княжества Литовского и Жомойтского и две хроники — хроника Быховца и Хроника литовская и жмойтская, являющаяся компиляцией XVII века (Улащик, 1985, с. 130)